# 普拉尼奥勒 (上加龙省)
普拉尼奥勒（法語：Plagnole，法語發音：[plaɲɔl]）是法国上加龙省的一个市镇，属于米雷区。

## 地理
普拉尼奥勒（43°24'49"N, 1°3'22"E）面积7.24 平方千米，位于法国奧克西塔尼大區上加龙省，该省份为法国西南部内陆省份，西南端与西班牙接壤，自此顺时针与上比利牛斯省、热尔省、塔恩-加龙省、塔恩省、奥德省和阿列日省接壤。
与普拉尼奥勒接壤的市镇（或旧市镇、城区）包括：福尔格、洛蒂尼亚克、莫内斯、勒潘米尔莱、里约姆。

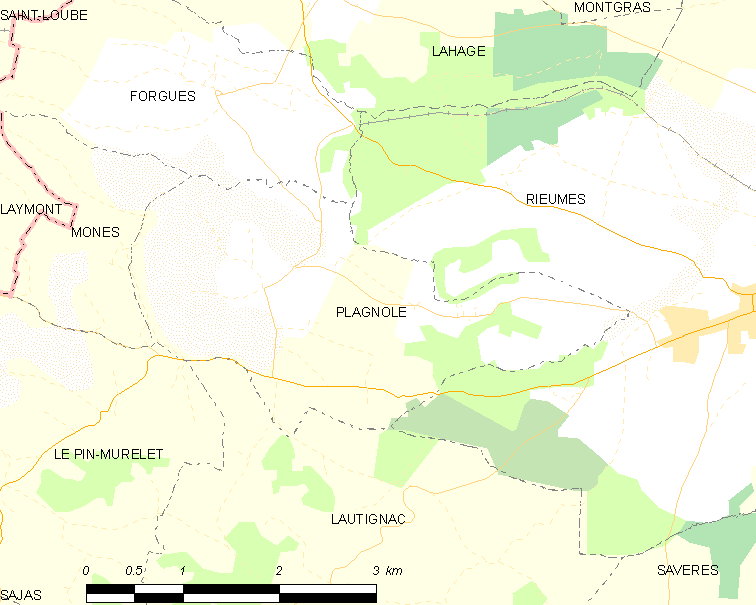
的OSM定位图

普拉尼奥勒的时区为UTC+01:00、UTC+02:00（夏令时）。

## 行政
普拉尼奥勒的邮政编码为31370，INSEE市镇编码为31423。

## 政治
普拉尼奥勒所属的省级选区为卡泽尔县。

## 人口

1962-2008年间人口变化图示

普拉尼奥勒于2022年1月1日时的人口数量为333人。